# Żabka
Żabka ([ʐɑbka]; Nederlands: Kikkertje) is een Pools-Tsjechische keten van kleine franchisewinkels. Klanten kunnen in deze winkels kleine dagelijkse boodschappen kopen. Het hoofdkantoor staat in Poznań, Polen.

## Geschiedenis
De winkelketen is opgezet in 1998 door de voormalige eigenaar van het bedrijf "Elektromis", Mariusz Świtalski, die eerder de distributieketen "Eurocash" alsmede de winkelketen Biedronka heeft opgezet. De winkels zijn elke dag geopend vanaf 6.00 tot 23.00 uur. De winkels bevinden zich in steden met meer dan 5000 inwoners, een uitzondering daarop is Łeba (een stad in Polen met iets minder dan 4000 inwoners). De winst van deze winkelketen in het jaar 2005 bedroeg 6 miljoen złoty (1,5 miljoen euro).
In mei 2007 heeft Mariusz Świtalski de winkelketen "Żabka" verkocht aan de Tsjechische investeerder, "Penta Investments". Op 30 mei 2008 kwam het tot de fusie van twee "nv's": Żabka Polska SA en Anura SA (SA is de Poolse variant op een Nederlandse nv) die fuseerden in Żabka Polska SA ook al was het overgenomen door Anura SA.
In 2009 opende Żabka Polska S.A. een nieuwe keten winkels van het type gemakswinkel met een deli-counter (het aanbieden van producten en services van het merk FMCG, waarvan het assortiment is uitgebreid met kant-en-klare maaltijden en tevens warme maaltijden en dranken) onder de merknaam Freshmarket.
In december 2010 kwam de informatie naar buiten dat het Tsjechische deel zal worden verkocht aan Tesco. Eerder werd al naar buiten gebracht dat het Poolse deel geïnteresseerd was in de overname van twee andere Poolse bedrijven en tevens een beursgang mogelijk in het midden van 2011.

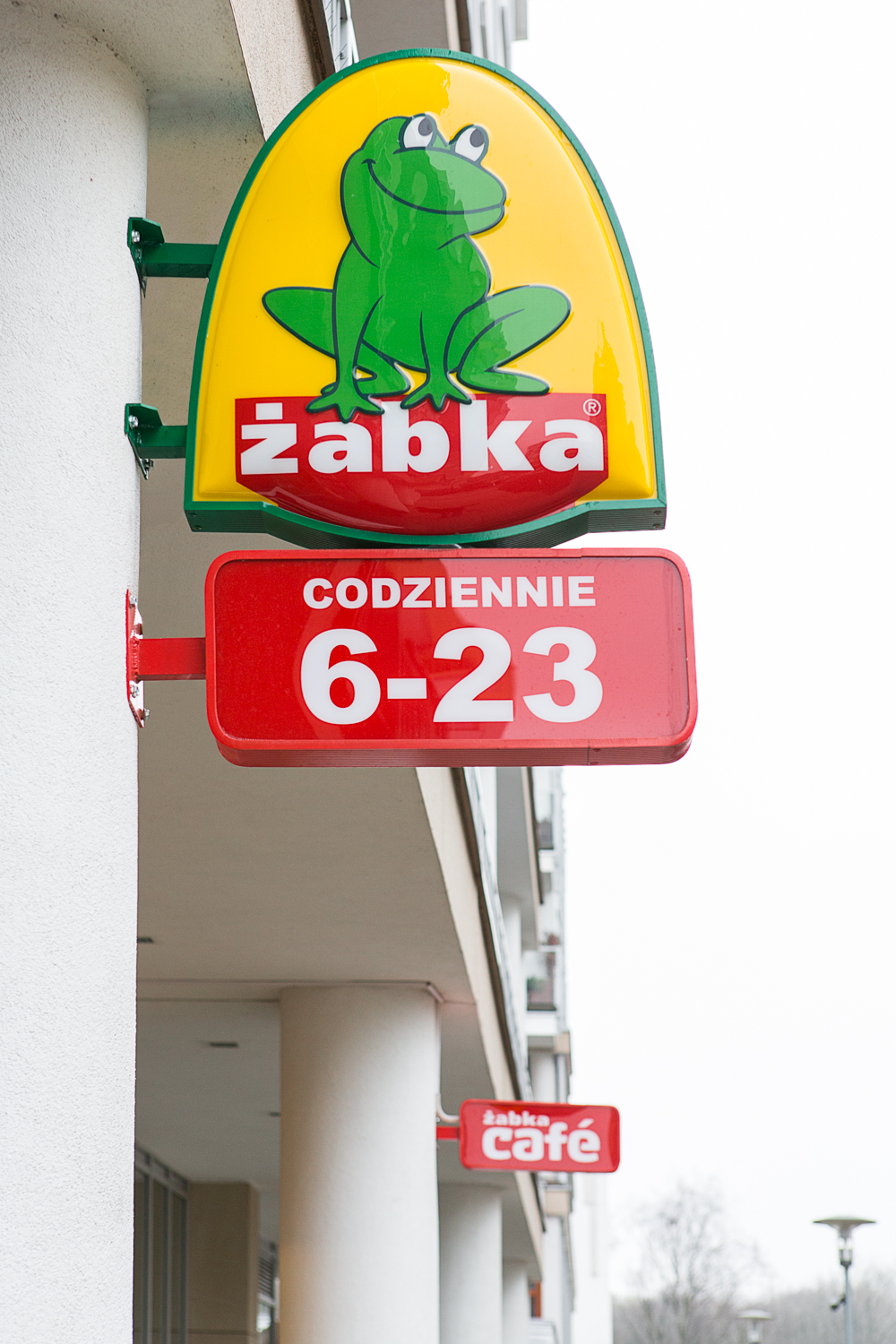
Tot 2016 was het logo een groen kikkertje (Pools: Żabka) op een gele, half-ovale achtergrond

## Aantal winkels per woiwodschap
In totaal zijn er 2206 winkels in Polen.
| Woiwodschap       | Aantal winkels |
| ----------------- | -------------- |
| Ermland-Mazurië   | 43             |
| Groot-Polen       | 240            |
| Klein-Polen       | 123            |
| Koejavië-Pommeren | 85             |
| Lublin            | 68             |
| Lubusz            | 89             |
| Łódź              | 160            |
| Mazovië           | 165            |
| Neder-Silezië     | 287            |
| Opole             | 68             |
| Podlachië         | 21             |
| Pommeren          | 125            |
| Silezië           | 484            |
| Subkarpaten       | 37             |
| Święty Krzyż      | 47             |
| West-Pommeren     | 164            |

## Structuur van de organisatie van het bedrijf
De structuur van de organisatie van Żabka verschilt van de traditionele structuur van een NV. De belangrijkste organen van deze firma zijn: de Jaarvergadering en de Raad van commissarissen. De raad van bestuur heeft de rechtstreekse leiding over 10 afdelingen die verantwoordelijk zijn voor de goede werking van het netwerk: verkoop, commerciële expansie, logistiek en marketing. Een belangrijk onderdeel van de activiteiten van het bedrijf is ook de verspreiding van de werknemers over het hele land en met name naar de macro-regio's waar de regiomanager voor de goede werking van de winkels zorgt.